# العلاقات الزيمبابوية السيشلية
العلاقات الزيمبابوية السيشلية هي العلاقات الثنائية التي تجمع بين زيمبابوي وسيشل.

## مقارنة بين البلدين
هذه مقارنة عامة ومرجعية للدولتين:
| وجه المقارنة                                              | زيمبابوي | سيشل                                                |
| --------------------------------------------------------- | --- | --------------------------------------------------- |
| المساحة (كم2)                                             | 390.76 ألف | 459                                                 |
| عدد السكان (نسمة)                                         | 16.53 مليون | 95.84 ألف                                           |
| الكثافة السكانية (ن./كم²)                                 | 42.3 | 20.88 ألف                                           |
| العاصمة                                                   | هراري | فيكتوريا                                            |
| اللغة الرسمية                                             | لغة إنجليزية، اللغة الشونا، النديبيلية الشمالية ‏، لغة الشيشيوا، Barwe ‏، Kalanga language ‏، Tshwa language ‏، النداو ‏، اللغة التسونجا، لغة الإشارة الزيمبابوية ‏، اللغة السوتية، تونغا ‏، اللغة التسوانية، اللغة الفيندية، اللغة الكوسية | لغة فرنسية، لغة إنجليزية، اللغة الكريولية السيشيلية |
| العملة                                                    | دولار أمريكي | روبية سيشلية                                        |
| الناتج المحلي الإجمالي (بليون دولار)                      | 17.85 مليار | 1.49 مليار                                          |
| الناتج المحلي الإجمالي (تعادل القوة الشرائية) بليون دولار | 27.88 مليار | 2.54 مليار                                          |
| الناتج المحلي الإجمالي الاسمي للفرد دولار أمريكي          | 924 | 15.48 ألف                                           |
| الناتج المحلي الإجمالي للفرد دولار أمريكي                 | 1.79 ألف | 26.42 ألف                                           |
| مؤشر التنمية البشرية                                      | 0.509 | 0.772                                               |
| رمز المكالمات الدولي                                      | +263 | +248                                                |
| رمز الإنترنت                                              | .zw | .sc                                                 |
| المنطقة الزمنية                                           | ت ع م+02:00 | ت ع م+04:00                                         |

## منظمات دولية مشتركة
يشترك البلدان في عضوية مجموعة من المنظمات الدولية، منها:
| علم المنظمة | اسم المنظمة                                 | تاريخ انضمام زيمبابوي | تاريخ انضمام سيشل |
| ----------- | ------------------------------------------- | --------------------- | ----------------- |
|             | مجموعة التنمية لأفريقيا الجنوبية            | ?                     | ?                 |
|             | مجموعة دول أفريقيا والكاريبي والمحيط الهادئ | ?                     | ?                 |
|             | الأمم المتحدة                               | 25 أغسطس 1980         | 21 سبتمبر 1976    |
|             | الاتحاد الأفريقي                            | ?                     | ?                 |
|             | منظمة الشرطة الجنائية الدولية               | ?                     | 1 سبتمبر 1977     |
|             | المركز الدولي لتسوية المنازعات الاستشارية   | 19 يونيو 1994         | 19 أبريل 1978     |
|             | الاتحاد الدولي للاتصالات                    | 10 فبراير 1981        | 17 سبتمبر 1999    |
|             | الفريق المعني برصد الأرض                    | ?                     | ?                 |
|             | البنك الدولي للإنشاء والتعمير               | 29 سبتمبر 1980        | 29 سبتمبر 1980    |
|             | الاتحاد البريدي العالمي                     | ?                     | ?                 |
|             | منظمة حظر الأسلحة الكيميائية                | ?                     | 29 أبريل 1997     |
|             | مؤسسة التمويل الدولية                       | 29 سبتمبر 1980        | 11 يونيو 1981     |
|             | البنك الإفريقي للتنمية                      | ?                     | ?                 |
|             | وكالة ضمان الاستثمار متعدد الأطراف          | 10 أبريل 1992         | 15 سبتمبر 1992    |
|             | يونسكو                                      | 22 سبتمبر 1980        | 18 أكتوبر 1976    |

## وصلات خارجية
- موقع وزارة الخارجية الزيمبابوية